# Smile (Avril Lavigne-dal)
A Smile a második kislemez a kanadai énekes-dalszerző Avril Lavigne Goodbye Lullaby című albumáról. A dalt Lavigne, Max Martin és Schellback írta. A kislemez 2011. április 11-én jelent meg.

## Háttér
Lavigne megkérdezte a rajongóit a Twitteren, hogy melyik dal legyen a második kislemeze, a "Smile" vagy a "Push". Lavigne megerősítette, hogy "Smile" lesz a következő kislemez az albumról, de egyes állítások szerint az énekesnő azért küzdött, hogy a "Push" legyen a következő dal. Az énekesnő kiadója, az RCA kijelentette, hogy áprilisban elküldik a dalt a lengyel rádióknak, és várhatóan meg fog jelenni az USA-ban, Nagy-Britanniában, Kanadában, Új-Zélandon és Ázsiában is. Az énekesnő április 21-én képeket tett közzé a Twitteren a dal videoklpjének forgatásáról.

## Reklám
2011. június 4-én Lavigne előadta a dalt a Schlag den Raab-ban.

## Fordítás
- Ez a szócikk részben vagy egészben  a   Smile (Avril Lavigne song) című angol Wikipédia-szócikk fordításán alapul.  Az eredeti cikk szerkesztőit annak laptörténete sorolja fel. Ez a jelzés csupán a megfogalmazás eredetét és a szerzői jogokat jelzi, nem szolgál a cikkben szereplő információk forrásmegjelöléseként.